# 李璮
李 璮（り たん、? - 1262年8月6日）は、モンゴル帝国に仕えた漢人世侯の一人。字は松寿。金末に益都を中心とする大軍閥を築き上げた李全の後継者であったが、1262年に叛乱（李璮の乱）を起こしたことで殺され、李璮の代で益都軍閥も解体された。

## 概要

### 前半生
李璮の前半生について、『宋史』や『元史』といった史料にはほとんど記述がなく、その生い立ちについては不明な点が多い。『元史』李璮伝でさえ李璮の出自について、李全の実子であるという説と、衢州徐氏の出身であったが後に李全の養子になったとする説の二説を載せている。金末の混乱期に山東の益都地方に大軍閥を築いた李全は1231年（紹定4年）に南宋の揚州を攻撃中に戦死した。その後一時的に李全の妻の楊氏が残党を率いたことが知られているが、李璮がどのようにして益都軍閥（益都行省）の長の地位に就いたかは全く記録が残っていない。但し、いくつかの碑文によって1240年代には李璮は「大都督行省相公」として益都軍閥を指揮する地位に就いたとみられる。
李璮の活動が知られるようになるのはモンゴル帝国第4代皇帝モンケの治世からで、1252年（憲宗2年/淳祐12年）にはかつて李全の領地であったが、南宋によって奪われていた海州を占領した。1257年（憲宗7年/宝祐5年）には皇帝モンケ自らが率いる南宋遠征軍に加わるよう命じられたが、1258年（憲宗8年/宝祐6年）には直接モンケに面会して南北交通の要衝たる益都をの守りを手薄にすべきではないと主張し、従軍を免れた。
1259年、モンケが急死するとモンゴル帝国では帝位を巡ってクビライとアリクブケの間で内戦（帝位継承戦争）が勃発し、漢地と東道諸王・五投下の支持を得たクビライは1260年（中統元年）にドロンノール（開平）で即位を宣言した。即位したばかりのクビライは李璮を江淮大都督に任じたものの、李璮の「モンゴルが内戦状態にあることを知った南宋は漣水方面への出兵を計画しているため、援軍をよこして欲しい」という訴えに対しては耐えて軽挙妄動するな、としか回答しなかった。一方、元々南宋遠征軍の司令官であったクビライは当初から漢地の統治を重視しており、内戦の最中十路宣撫司を華北各地に設置し統治制度の整備を図った。この宣撫司の設置には漢地の実質的支配者である漢人世侯を監視し、今まで漢人世侯が担ってきた民政に介入するという目的があり、李璮を始め漢人世侯の反発を呼び起こした。
1261年（中統2年）正月、李璮は南宋が数10万の兵と3千の軍船を以て北上を計画していることを報告し、中書省より矢10万を供給された。また、同年5月には東平の大軍閥厳忠済が弟の厳忠範から罪を告発されたことを切っ掛けに全ての官爵が剥奪され、東平軍閥の解体が進められた。この一件は周囲の漢人世侯に衝撃を与え、遅くとも同年末には李璮はクビライに対して叛乱を起こすことを決意した。

### 李璮の乱
1262年（中統3年）正月、南宋の宰相の賈似道は書簡を送って李璮にモンゴルを裏切って南宋側につくよう誘った。この時点で李璮は既に叛乱を起こすことを決めていたが、唯一の懸念がトルカク（質子）としてクビライの下に送られていた息子の李彦簡の存在であった。そこでかねてから李璮は密かに私的な駅伝網を整備し、これを利用して李彦簡は正月29日、クビライの陣営から脱走した。そして2月3日、李璮は漣水・海州3城を南宋に割譲し、援軍として派遣されていたモンゴル兵を皆殺しにして公然とクビライに叛旗を翻した。これに対し、南宋側では李璮に保信寧武軍節度使・督視京東河北等路軍馬・斉郡王の地位と父の李全の爵位を与え、モンゴルに対する叛乱を全面的に支援した。
李璮はまず南宋との国境地帯から北上して自らの根拠地たる益都を攻め、2月8日に早くもこれを陥落させた。ところが李璮の予想に反して益都周辺の住民は城郭に籠もるか山谷に逃れて李璮軍との接触を避け、益都から臨淄に至る一帯からは人の姿がほとんど消えてしまった。李璮が益都住民からの支持を集められなかったのは、李璮の軍団が長く南宋との国境地帯にあって益都を離れて久しかったこと、益都軍閥は他の軍閥に比べ内政・文化振興にそれほど力を入れず軍事集団であることを優先したことなどが影響したためと考えられている。住民の支持を得られなかった李璮は益都が堅固な要害ではないことに不安を覚え、2月26日に西隣の済南張氏が拠点とする済南を奪い、これを新たな拠点とした。
一方、クビライは2月17日に李璮の反乱の報を受けたが、未だアリクブケと対峙中であったためモンゴル軍主力を振り向けることはできず、主に自らに協力的な漢人世侯の力を借りて叛乱を鎮圧しようとした。そのため、まず18日には水軍万戸解成・張栄実・大名万戸王文幹・万戸厳忠範らを東平に、済南万戸張宏・帰徳万戸邸浹・武衛軍砲手元帥薛軍勝らを浜州・棣州にそれぞれ集結するよう命じ、張宏の父の張柔にはクビライの下に来るよう要請した。そして3月17日にはウリャンカイ部名門スベエテイ家出身のアジュを唯一のモンゴル兵部隊とともに派遣し、また20日には傍系王族の合必赤が全軍の司令官に抜擢された。アジュら叛乱鎮圧軍はこれを迎撃せんと出撃してきた李璮軍を撃ち破り、斬首4000級を数える大勝利を収めた。また、同月22日には万戸韓世安らが高苑で李璮軍を破り、各地で連敗を喫した李璮は済南に戻って籠城せざるをえなくなった。なお、李璮が済南に入ったことを聞いた史天沢は、「豚が家畜の檻に入ったようなものだ。無能のなす策である」と笑ったという。
4月1日、李璮の拠る済南を包囲した諸軍は力攻めをせず、柵と塹壕で「環城」を築き、翌5月までには済南を完全包囲した。このように、堅固な要塞を力攻めせずに完全封鎖し、幾重にも防御戦と警戒線を張り巡らせるという手法は後に襄陽・樊城の戦いなどでも再現されることとなった。李璮の窮状を知った南宋の側でも北伐軍を派遣したが、モンゴル軍の防衛戦を破ることができずやむなく撤退した。外部との出入りが全くできなくなった李璮は配下の兵の士気を保つために城民の娘を兵に与え、民家から食料を掠奪したため、李璮への人心は完全に去った。
7月20日、続々と城内から兵民が逃亡し、もはや籠城を続けることは不可能だと覚った李璮は手ずから妻子を殺し、船に乗って大明湖に入って身を投げた。ところが湖の水位が浅かったため、李璮はここで死ぬことができずにモンゴル軍によって捕らえられてしまう。捕らえられた李璮は元軍総司令のカビチの前に引き出されたが、同席していた史天沢は「宜しく即ちに之を誅し、以て人心を安んず」と進言したため、李璮は直ちに斬首された。
「李璮の乱」はこのようにして終息を迎えた。乱そのものは益都・済南の山東西部一帯から広がることはなく、約半年という短期間にて鎮圧された。しかし、叛乱の最中・鎮圧後に密かに李璮に通じていた漢人世侯の存在が続々と明らかになり、クビライの側ではこれ以上漢人世侯という強大な軍閥の存在を容認し得なくなった。そのため、李璮の乱鎮圧後から漢人世侯解体政策がとられ、1264年（至元元年）12月には「始めて諸侯の世守するをやめ、遷転法を立つ」と宣言された。漢人世侯廃止の切っ掛けとなり、モンゴルによる華北支配に大きな転換点をもたらした点において「李璮の乱」の歴史的意義が評価されている。